# Ciclantáceas

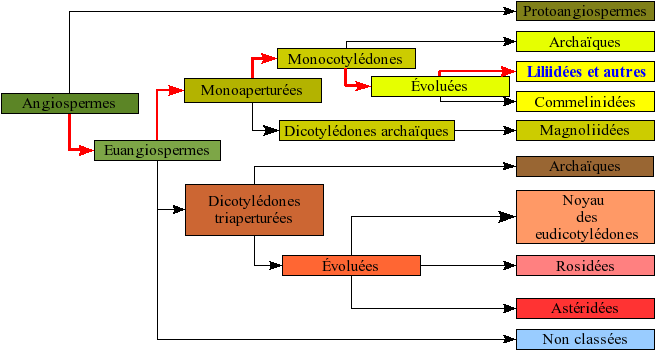
Classificação Filogenética (APG)

As ciclantáceas (Cyclanthaceae) é uma família de plantas da ordem Pandanales que inclui 225 espécies distribuídas em 12 gêneros.

## Gêneros
Asplundia (100 espécies); Carludovica; Chorigyne; Cyclanthus (1 sp.); Dianthoveus; Dicranopygium (50 spp.); Evodianthus; Ludovia; Schultesiophytum; Sphaeradenia (50 spp.); Stelestylis; Thoracocarpus.
1. ↑  «Ciclantáceas». Priberam